# Ansgarda de Borgonya
Ansgarda de Borgonya(vers el 826 – 879 o el 2 de novembre del 880/2) dama de família noble franca casada amb Lluís el Quec, per tant reina consort d'Aquitània (867-879) i reina dels Francs occidentals (877 -879).
Era filla del comte Arduí de Borgonya i de Wisemberga, dels quals no se'n coneix l'ascendència. El març del 862, amb una edat propera als 32, Ansgarda es va casar en secret amb l'hereu al tron dels francs occidentals, Lluís de només 16 anys i en contra de la voluntat del rei Carles el Calb.

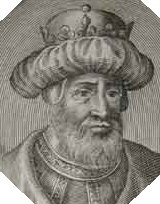
Lluís II, marit d'Ansgarda

Aquell mateix any Lluís havia dirigit una revolta contra el seu pare amb el suport de Rorgon II comte del Maine, però el rei Carles va sufocar la rebel·lió i va revocar-li a Rorgon l'administració del Maine confiant-la a Robert el Fort mentre que Lluís era perdonat i rebia el comtat de Meaux.
Per insistència del seu pare i en contra de la voluntat del papa Joan VIII, Lluís es va divorciar d'Ansgarda a començaments de l'any 875. Al febrer Lluís es va casar amb Adelaida de Friül, la nora que des d'un principi havia volgut Carles, però el 7 de setembre del 878, havent convocat el papa a Troyes per a coronar-la com a nova reina, aquest s'hi va negar.

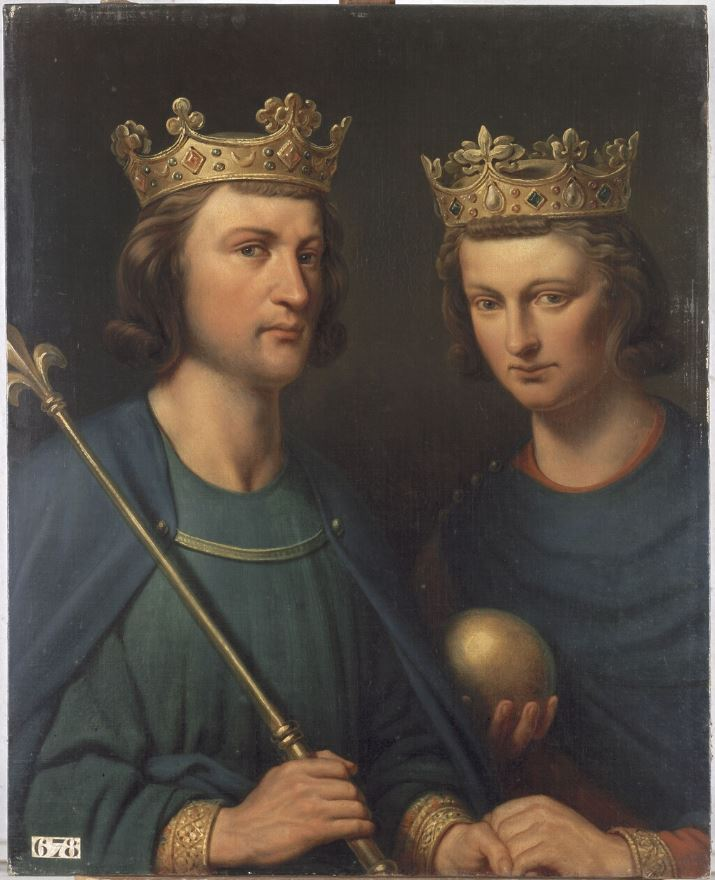
Lluís i Carloman, fills d'Ansgarda.

Quan el 879, Lluís el Quec va morir, mentre estava preparant una expedició contra el comte de Poitiers Ranulf II i Reginó del Maine, Ansgarda es va esforçar per la successió al tron dels seus fills: Lluís i Carloman. Va instigar l'arquebisbe de Reims a revisar el seu divorci, tot i que Adelaida estava embarassada del futur Carles el Simple.

Ansgarda i els seus fills van acusar Adelaida d'adulteri i abans de finals del 879 va aconseguir que fossin coronats conjuntament amb el nom de Lluís III i Carloman II reis d'Aquitània i de França occidental. Tots dos moririen joves i sense descendència i abans que la seva mare.
Ansgarda va morir el novembre del 880 o potser el 882.

## Descendència
Ansgarda va tenir 5 fills de Lluís:

- Lluís (863-882),[11] rei dels Francs occidentals, mort per una caiguda de cavall.
- Gisela (?-884), casada amb Robert de Troyes, comte de Troyes, mort en batalla el febrer del 886.
- Carloman (867-884),[11] rei dels Francs occidentals, mort per una caiguda de cavall.
- Hildegarda (?-després del 896)[11]
- Ermentruda, nascuda el 875, mare de Cunegunda (esposa de Wigeric de Bidgau).[11]